# Rendimiento cuántico
El rendimiento cuántico (Φ o φ), también conocido como rendimiento fotoquímico, de una reacción inducida por la radiación es el número de veces que se produce un proceso concreto por cada fotón absorbido por el sistema. El proceso citado es habitualmente algún tipo de reacción química.

## Definición
El rendimiento cuántico se define tal que

{\displaystyle \phi ={\frac {{\text{n}}{\rm {{\acute {u}}{\text{mero de eventos definidos}}}}}{{\text{n}}{\rm {{\acute {u}}{\text{mero de fotones absorbidos}}}}}}},

por lo que en una reacción fotoquímica,

{\displaystyle \phi ={\frac {{\text{n}}{\rm {{\acute {u}}{\text{mero de mol}}{\acute {e}}{\text{culas descompuestas}}}}}{{\text{n}}{\rm {{\acute {u}}{\text{mero de fotones absorbidos}}}}}}}.

Para una reacción fotoquímica, el rendimiento también se puede definir tal que

{\displaystyle \phi =\left|{\frac {\mathrm {d} \xi /\mathrm {d} t}{\mathrm {d} n_{\gamma }/\mathrm {d} t}}\right|},

donde el numerador es la velocidad de conversión y el denominador la velocidad de absorción de fotones.
También puede ser definido para otros procesos, como la fluorescencia:

{\displaystyle \Phi ={\frac {{\text{n}}{\rm {{\acute {u}}{\text{mero de fotones emitidos}}}}}{{\text{n}}{\rm {{\acute {u}}{\text{mero de fotones absorbidos}}}}}}}.

Aquí, el rendimiento cuántico es la eficacia de emisión de un fluorocromo dado.

## Ejemplos
El rendimiento cuántico es utilizado en la modelización de la fotosíntesis:
{\displaystyle \Phi ={\frac {\rm {\mu mol\ CO_{2}\ fijado}}{\rm {\mu mol\ fotones\ absorbidos}}}}
En un proceso de fotodegradación químico, cuando una molécula se disocia después de absorber un cuanto de luz, el rendimiento cuántico es el número de moléculas destruidas dividido por el número de fotones absorbidos por el sistema. Dado que no todos los fotones son absorbidos de forma efectiva, el rendimiento cuántico será normalmente un número menor que 1.
Rendimientos cuánticos mayores que 1 son posibles para reacciones en cadena inducidas por la luz u otra radiación, en las que un único fotón puede provocar una larga cadena de transformaciones. Un ejemplo es la reacción del hidrógeno con el cloro, en la que pueden llegar a formarse 106 moléculas de cloruro de hidrógeno por cada cuanto de la luz azul absorbida.
En espectroscopia óptica, el rendimiento cuántico es la probabilidad de que un estado cuántico dado se transforme en algún otro estado cuántico. Por ejemplo, la fracción de moléculas que, después de ser fotoexcitadas, pasan de producir una línea simple en un espectro luminoso a generar tripletes.
El rendimiento cuántico de fluorescencia se define como la proporción del número de fotones emitidos respecto al número de fotones absorbidos. Experimentalmente, pueden calcularse los rendimientos relativos midiendo la fluorescencia de un fluorocromo de rendimiento conocido con los mismos parámetros experimentales (longitud de onda de excitación, ancho de apertura, fotomultiplicador, voltaje...) que la sustancia analizada. El rendimiento cuántico es entonces calculado como:
{\displaystyle \Phi =\Phi _{\mathrm {R} }\times {\frac {\mathit {Int}}{{\mathit {Int}}_{\mathrm {R} }}}{\frac {1-10^{-A_{\mathrm {R} }}}{1-10^{-A}}}{\frac {{n}^{2}}{{n_{\mathrm {R} }}^{2}}}}
donde {\displaystyle \Phi } es el rendimiento cuántico, Int es el área bajo el pico de emisión (en una escala de longitud de onda), A es la absorbancia (también denominada «densidad óptica») en la longitud de onda de excitación, y n es el índice refractivo del disolvente. El subíndice R denota los valores respectivos de la sustancia de referencia.